# Pottsville (Australia)
Pottsville – miasto w Australii, w stanie Nowa Południowa Walia, nad Oceanem Spokojnym.